# Michel Pavlovitch de Russie
Pour les articles homonymes, voir Pavlovitch.
Michel Pavlovitch de Russie, (en russe : Михаил Павлович), est un grand-duc de Russie, né le 8 février 1798 à Saint-Pétersbourg, mort le 9 septembre 1849 à Varsovie, qui fut adjudant général, membre du Conseil d'État (1825), membre honoraire de l'Académie militaire impériale (1832), et sénateur (1834).

## Biographie

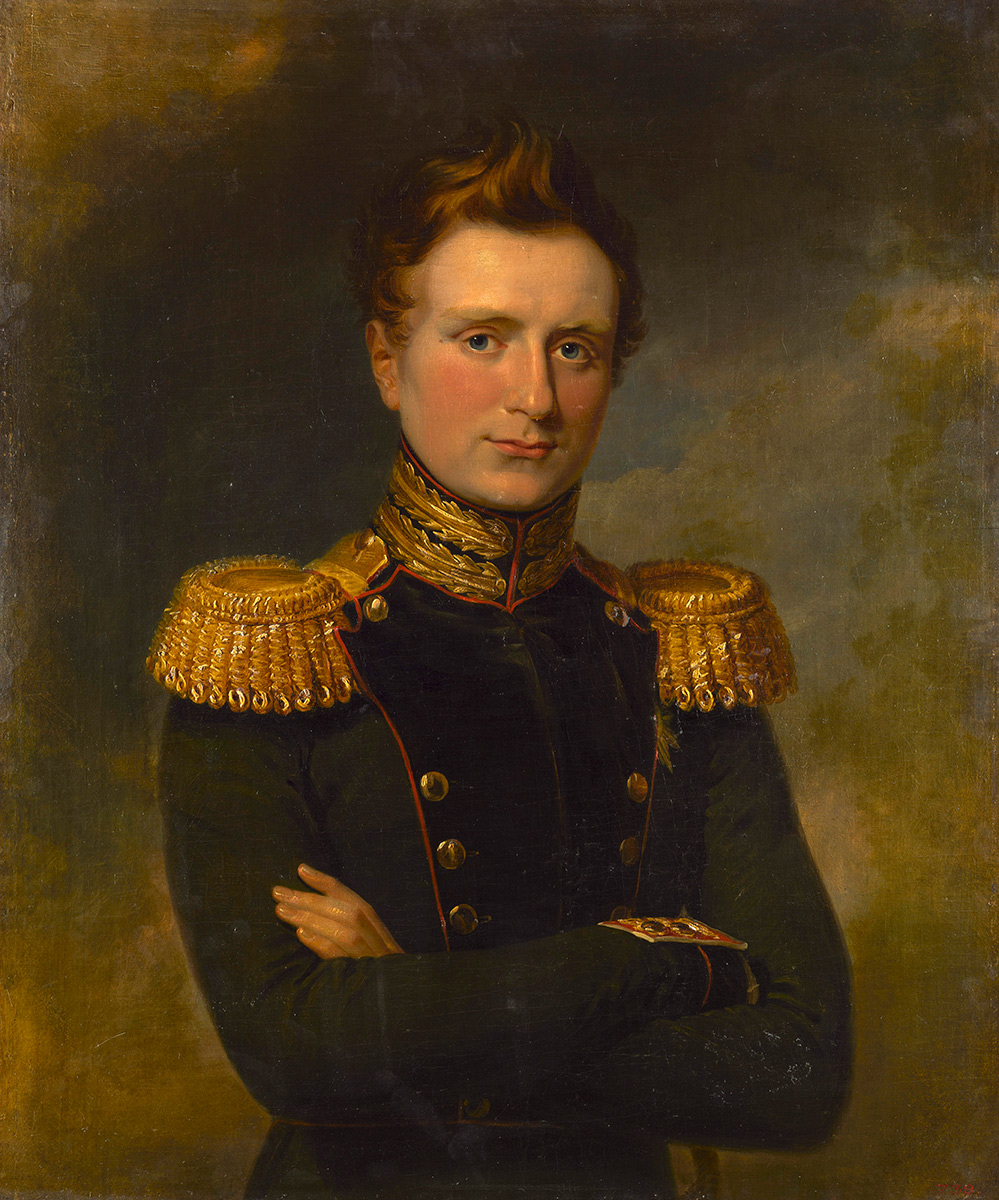
Le grand-duc Michel Pavlovitch de Russie.

Michel Pavlovitch de Russie est le fils de Paul Ier de Russie et de sa seconde épouse Sophie-Dorothée de Wurtemberg (Maria Fédorovna).
Enfant, le grand-duc Michel Pavlovitch eut pour précepteur le général M.I. Lamsdorff, mais il fut surtout éduqué par sa mère, l'impératrice Marie Fiodorvona. Cette dernière tenta de détourner ses fils de l'art de la guerre, en leur faisant enseigner les sciences, mais ce fut peine perdue.
Le grand-duc Michel était très apprécié de toute la famille impériale. C'était un enfant très vif, sociable, attaché à son frère, le grand-duc Nicolas Pavlovitch. Avec les années, leur amitié devint plus forte. Le futur empereur de Russie évaluait très bien la loyauté de son frère cadet, dont il considérait le comportement comme un exemple d'amour fraternel et de dévouement. Dans une lettre adressée à Nicolas Ier, il écrivit : « Aussi longtemps que je vivrais et que je posséderais en moi la moindre force, elles (la vie et la force) seront consacrées à vous servir fidèlement ». Il avait également de bonnes relations avec son frère, le grand-duc Constantin, qui lui apporta son soutien pendant le soulèvement des décembristes de 1825.

### Mariage et descendance
Le 19 février 1824, Michel Pavlovitch de Russie épousa à Saint-Pétersbourg Charlotte de Wurtemberg (1807-1873), (fille aînée de son cousin Paul-Charles de Wurtemberg et de Charlotte de Saxe-Hildburghausen).
De cette union naquirent :
- Marie Mikhaïlovna de Russie (1825-1846)
- Elisabeth Mikhaïlovna (1826-1845) qui épousa en 1845 le grand-duc Adolphe de Luxembourg (1817-1905), (fils du duc Guillaume de Nassau et de sa première épouse Louise de Saxe-Hildburghausen).
- Catherine Mikhaïlovna de Russie : (1827-1894) qui épousa en 1851 le duc Georges-Auguste de Mecklembourg-Strelitz (1824-1876), fils du grand-duc Frédéric-Guillaume de Mecklembourg-Strelitz)
- Alexandra Mikhaïlovna de Russie (1831-1832)
- Anne Mikhaïlovna de Russie (1834-1836).

### Carrière militaire
Il démontra d'excellentes capacités militaires. Il prit part à seize ans à la campagne contre Napoléon Ier (1814-1815). Afin de parfaire son éducation, il parcourut l'Europe à l'âge de dix-neuf ans avec son précepteur, Frédéric-César de La Harpe.
Cinq ans plus tard, il commanda une brigade d'infanterie de la Garde impériale. Plus tard, le grand-duc se vit confier la gestion de l'artillerie, et il commanda une brigade d'infanterie de la Garde impériale.
Le 25 novembre 1820, le grand-duc Michel fonda l'École d'artillerie de Saint-Pétersbourg. Ce fut la première école militaire de ce type fondée dans l'Empire russe.
En 1825, il fut nommé inspecteur général du génie militaire (1825)[réf. souhaitée].
Le grand-duc Michel prit part à la répression de l'insurrection décabriste du 14 décembre 1825 (26 décembre dans le calendrier grégorien), à la tête de la première division d'infanterie. Plus tard, comme membre de la Commission d'enquête de l'affaire des décabristes, le grand-duc insista sur le remplacement de la peine de mort par une servitude pénale. L'ami d'Alexandre Pouchkine, le poète Wilhelm Küchelbecker (1797-1846) se vit inculpé de cette même peine.
Ensuite, le grand-duc Michel Pavlovitch prit part à la Guerre russo-turque de 1828-1829, en tant que commandant du corps des Gardes. Après la bataille de Braïlov, il reçut l'Ordre de Saint-Georges (deuxième classe), mais il refusa de la porter estimant son prix trop élevé. Nicolas Ier lui remit une épée sertie de diamants avec l'inscription Bravoure.
En 1830 et 1831, le grand-duc Michel Pavlovitch participa à la répression contre l'insurrection polonaise. La même année, il fut élevé au grade d'adjudant-général en récompense de son assaut donné sur Varsovie.
En 1831, le grand-duc Michel Pavlovitch reçut le commandement du corps des Pages de la Garde de Sa Majesté impériale et de tous les principaux corps des cadets de l'infanterie. Il fonda près de quatorze corps de cadets.
Il présida le Comité ayant à charge l'élaboration de la loi régissant le service militaire dans l'infanterie.
À l'invitation de Nicolas Ier, le grand-duc Michel Pavlovitch fonda à Tsarkoïe Selo une école de formation d'officiers enseignants destinée à l'armée impériale et aux unités de la Garde.
Le grand-duc Michel Pavlvotich de Russie contribua largement au développement de l'armée, notamment à celui de l'artillerie.

### Vie publique
Le grand-duc Michel Pavlovitch de Russie joua un rôle mineur dans les affaires d'État. Son épouse, née princesse Charlotte de Wurtemberg, devenue la grande-duchesse Hélène, était irritée de sa passivité dans les affaires d'État. Son premier rôle en fait était de servir son frère aîné, Nicolas Ier.
En 1825, le grand-duc Michel Pavlvotich fut admis à siéger au Conseil d'État.
En 1832, il devint membre honoraire de l'Académie militaire impériale.
En 1834, il fut nommé sénateur.

## Personnalité
Le grand-duc Michel possédait un sens de l'humour inépuisable, un réservoir sans fin de toutes sortes de plaisanteries et de bons mots. Sa nature enjouée coexistait avec un amour de l'ordre et de la stricte discipline, mais il s'emportait facilement. Le grand-duc perdait souvent le sens des proportions. Ce fut la raison pour laquelle il ne fut pas très estimé par les soldats placés sous son commandement.
Le grand-duc Michel ressemblait à son frère aîné Constantin, car deux personnalités opposées semblaient coexister en eux. Il semble aussi avoir hérité du caractère rude de son père.

## Le palais Michel

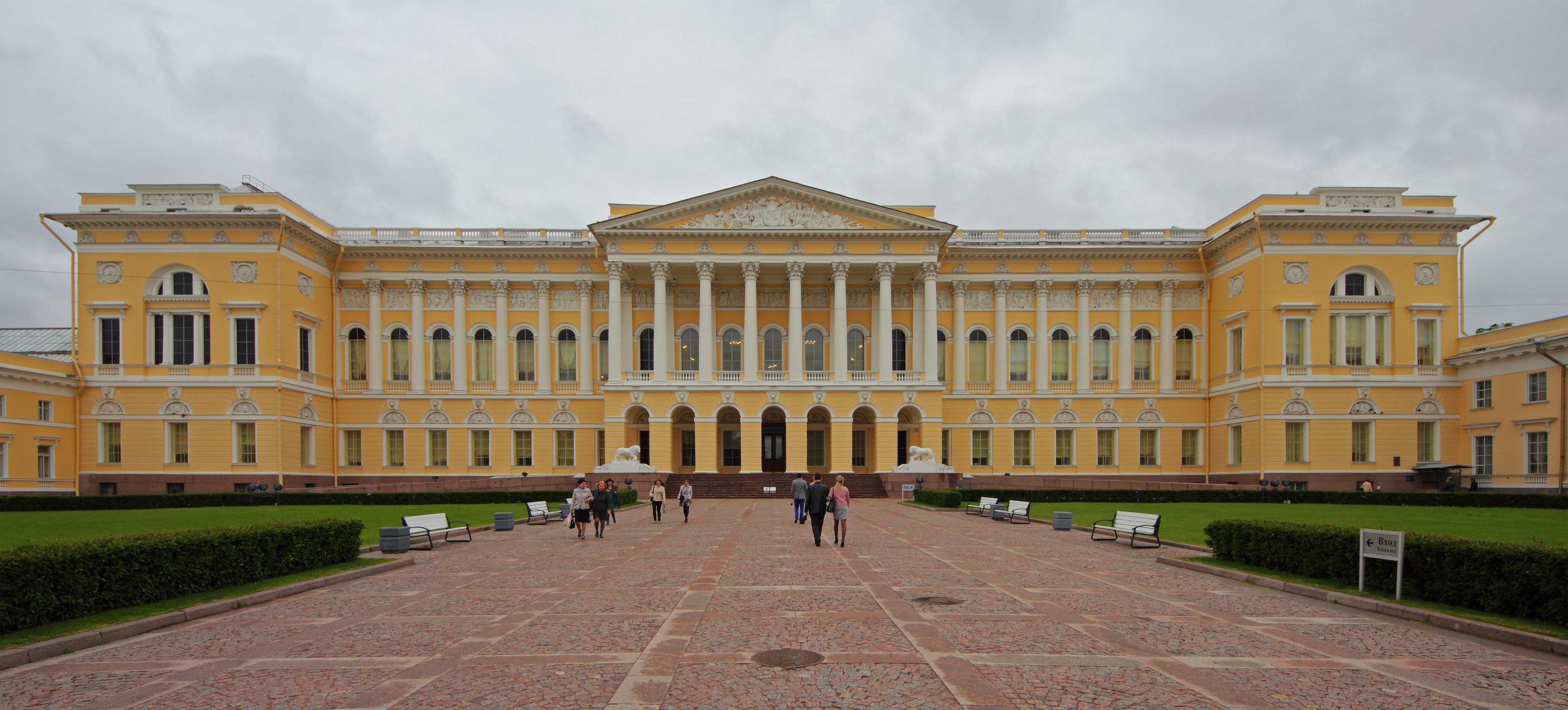
Le palais Michel à Saint-Pétersbourg

L'idée de la construction d'une nouvelle résidence pour le grand-duc Michel Pavlovitch appartient à Paul Ier. En 1798, année de naissance de son dernier fils, le tsar ordonna l'économie de fonds pour la construction de l'immense palais Michel destiné à son plus jeune fils, cependant l'empereur fut assassiné, le 11 mars 1801, sans avoir vu la réalisation de son projet. Le jour des 21 ans du grand-duc, son frère aîné, Alexandre Ier, devenu empereur, ordonna le début de la construction du palais. La construction débuta en 1819 et s'acheva en 1825.
Ce magnifique bâtiment situé au centre de Saint-Pétersbourg est à ce jour l'un des plus beaux monuments de la capitale russe. Ce palais a été transformé en Musée d'État russe.

### Mariage du grand-duc Michel Pavlovitch et de la princesse Frédérique-Charlotte de Wurtemberg

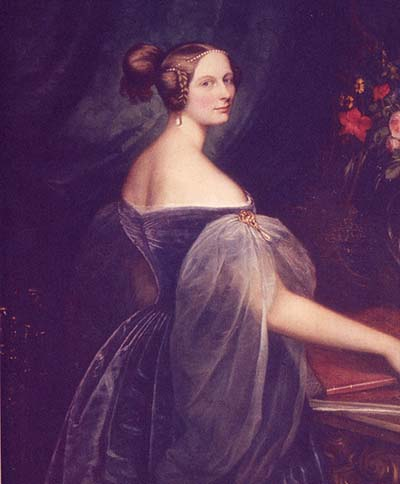
Portrait de la grande-duchesse Hélène, née princesse Frédérique-Charlotte de Wurtemberg, épouse du grand-duc Michel Pavlovitch

Contrairement à ses frères aînés, le grand-duc Michel Pavlovitch resta célibataire jusqu'à l'âge de vingt-sept ans. L'impératrice Marie Fiodorovna lui trouva une épouse dans sa propre Maison de Wurtemberg. La jeune princesse allemande était la petite-fille du duc Frédéric Ier de Wurtemberg, frère de l'impératrice et fille aînée du duc Paul-Charles de Wurtemberg (1785-1847) et de son épouse, née princesse Charlotte de Saxe-Hildburghausen. Pour se familiariser avec la jeune princesse, le grand-duc Michel se rendit alors à Stuttgart. D'après les Mémoires du comte Moriola, le fiancé ne ressentit aucune tendresse pour sa future épouse, il obéissait à sa mère. Cette attitude était probablement due à l'influence de son frère aîné, le grand-duc Constantin, qui, après un mariage désastreux, se mit à détester toutes les princesses allemandes. Il soutint son jeune frère dans sa réticence à épouser l'une d'entre elles.
Le grand-duc Michel épousa donc à Saint-Pétersbourg la princesse Charlotte-Frédérique, le 20 février 1824. La veille, la future épouse s'était convertie à la religion orthodoxe russe et avait pris le nom d' Hélène Pavlovna. La célébration du mariage avait été hâtée en raison du mauvais état de santé de l'empereur Alexandre Ier. La cérémonie du mariage fut modeste. Cette union ne fut pas heureuse, car le grand-duc avait pour l'armée une passion dévorante et négligeait son épouse. Son peu d'intérêt à l'égard de son épouse choquait même ses frères. La Princesse Mathilde Bonaparte rapporte dans ses Mémoires inédits des faits sur la vie intime du jeune couple qui éclairent les raisons de la mésentente conjugale et peuvent expliquer aussi le peu d'empressement du grand-duc à se marier: elle les tenait de la grande-duchesse elle-même, sa cousine.
La grande-duchesse Hélène était, quant à elle, une jeune femme instruite qui possédait un large éventail de connaissances.

### Décès et inhumation
Le grand-duc Michel Pavlovitch était doté d'un beau physique, mais sa santé était fragile. En 1819, il souffrit d'une maladie grave, et ses médecins lui conseillèrent donc une cure à Karlsbad, où il se rendit à l'été 1821. En 1837, il reçut aussi des soins dans plusieurs villes thermales européennes. Mais après deux ans de traitement, la santé du grand-duc ne s'améliorait pas. Les médecins lui conseillaient de prendre soin de sa santé, mais le grand-duc répondait de manière désinvolte, sans toujours suivre les recommandations du corps médical. Le grand-duc Michel Pavlvitch fut victime de deux chocs violents: en 1845, au décès de sa fille, la grande-duchesse Élisabeth, et en 1846, lorsque sa seconde fille, la grande-duchesse Marie rendit l'âme dans ses bras à Vienne. Le grand-duc ne put résister à tant de douleur, et commença à saigner du nez. Trois ans plus tard, au cours d'un séjour de la famille impériale à Moscou pendant la Semaine sainte, ses saignements de nez répétés provoquèrent une dépression nerveuse. Pourtant il se rendit en juillet 1849, à Varsovie. C'est au cours d'une inspection de la cavalerie du 12 août 1849, que le grand-duc fit appel à N.N. Mouraviev et lui dit : « J'ai une main engourdie… » Il fut descendu de son cheval et emmené au belvédère du palais.
Au bout de deux semaines, le grand-duc resta paralysé. Son épouse et sa fille, Catherine se rendirent en urgence à son chevet à Varsovie. Un témoin oculaire nota : « Elles avaient passé ces derniers jours au chevet d'un mourant qui les a reconnues et en fut très heureux… »
Le grand-duc Michel Pavlovitch de Russie décéda le 9 septembre 1849.
La dépouille du grand-duc fut acheminée par bateau de Stettin à Saint-Pétersbourg, où il fut inhumé à la cathédrale Saints-Pierre-et-Paul le 16 septembre 1849. L'armée et la Garde respectèrent un deuil de trois mois, et la famille impériale porta le deuil pendant un an. Nicolas Ier fut très affecté du décès de son jeune frère, et sembla tout à coup plus âgé, fatigué, la tristesse l'envahissant rapidement.

## Généalogie
Michel Pavlovitch de Russie appartient à la première branche de la Maison d'Oldenbourg-Russie (Holstein-Gottorp-Romanov) issue de la première branche de la Maison d'Holstein-Gottorp, elle-même issue de la première branche de la Maison d'Oldenbourg.